# KING OF PRISM -Shiny Seven Stars-
『KING OF PRISM -Shiny Seven Stars-』（キングオブプリズム シャイニーセブンスターズ）は、タツノコプロ制作による日本のアニメ作品。テレビシリーズが2019年4月から7月までテレビ東京ほかにて放送された。また、放送に先駆けて劇場編集版が同年3月より全4章で公開された。プリティーリズムシリーズの派生作品『KING OF PRISM』シリーズの3作目でもある。
2020年1月10日よりシリーズのプリズムショーをランキング形式で上映する『KING OF PRISM ALL STARS -プリズムショー☆ベストテン-』が、2024年8月16日より本作を再構成した『KING OF PRISM -Dramatic PRISM.1-』が劇場公開された。

## スタッフ
- 原作 - タカラトミーアーツ、シンソフィア、エイベックス・ピクチャーズ、タツノコプロ[1]
- 監督 - 菱田正和[1]
- 助監督 - 渡邊葉[1]
- シリーズ構成 - 青葉譲[1]
- キャラクター原案 - 松浦麻衣[1]
- キャラクターデザイン - 原将治[1]
- サブキャラクターデザイン - 諏訪壮大、戸田さやか、水澤智可[5]
- CGディレクター - 乙部善弘[1]
- プリズムショー演出 - 京極尚彦、乙部善弘、今中菜々[1]
- 色彩設計 - 赤間三佐子[5]
- 美術設定 - 高橋麻穂[5]
- 美術監督 - Scott MacDonald[5]
- 撮影監督 - 神木正士[5]
- 編集 - 坂本雅紀[5]
- 音響監督 - 長崎行男[1]
- 音楽 - 石塚玲依[1]
- チーフプロデューサー - 飯泉朝一、渡邊季之、大庭晋一郎、廣部琢之、実松照晃
- プロデューサー - 西浩子、依田健、中村剛之、關口彩香、矢島佳奈
- アニメーションプロデューサー - 後藤広光
- アニメーション制作 - タツノコプロ[1]
- 製作 - キングオブプリズムSSS製作委員会[1]（avex pictures、タツノコプロ、タカラトミーアーツ、テレビ東京、NAS）
- 配給・音楽制作 - エイベックス・ピクチャーズ[5]

## 主題歌
オープニングテーマ「Shiny Seven Stars!」（第1話 - 第12話）
作詞 - 三重野瞳 / 作曲 - 下山晃美 / 編曲 - 山崎佳祐 / 歌 - 一条シン（寺島惇太）、太刀花ユキノジョウ（斉藤壮馬）、十王院カケル（八代拓）、香賀美タイガ（畠中祐）、西園寺レオ（永塚拓馬）、鷹梁ミナト（五十嵐雅）、涼野ユウ（内田雄馬）
第1話では本編終了後に使用。
TV版エンディングテーマ
全曲TRFのカバー。
「寒い夜だから…」（第2話）
作詞・作曲 - 小室哲哉 / 編曲 - michitomo / 歌 - 太刀花ユキノジョウ（斉藤壮馬）
「masquerade」（第3話）
作詞・作曲 - 小室哲哉 / 編曲 - michitomo / 歌 - 香賀美タイガ（畠中祐）
「Unite! The Night!」（第4話）
作詞 - m.c.A・T / 作曲 - 富樫明生 / 編曲 - michitomo / 歌 - 十王院カケル（八代拓）
「JOY」（第5話）
作詞 - YUKI / 作曲 - 原一博 / 編曲 - michitomo / 歌 - 高田馬場ジョージGS（小林竜之）
「LEGEND OF WIND」（第6話）
作詞 - 小室哲哉 / 作曲 - 小室哲哉、久保こーじ /  編曲 - michitomo / 歌 - 鷹梁ミナト（五十嵐雅）
「Love & Peace Forever」（第7話）
作詞 - 小室哲哉、前田たかひろ / 作曲 - 小室哲哉、久保こーじ /  編曲 - michitomo / 歌 - 西園寺レオ（永塚拓馬）
「Overnight Sensation 〜時代はあなたに委ねてる〜」（第8話）
作詞 - 小室哲哉 / 作曲 - 小室哲哉、久保こーじ /  編曲 - michitomo / 歌 - 涼野ユウ（内田雄馬）
「Silver and Gold dance」（第9話）
作詞・作曲 - 小室哲哉 / 編曲 - michitomo / 歌 - 大和アレクサンダー（武内駿輔）
「愛がもう少し欲しいよ」（第10話）
作詞・作曲 - 小室哲哉 / 編曲 - michitomo / 歌 - 如月ルヰ（蒼井翔太）
「BRAND NEW TOMORROW」（第11話）
作詞・作曲 - 小室哲哉 / 編曲 - michitomo / 歌 - 一条シン（寺島惇太）
「BOY MEETS GIRL」（第12話）
作詞・作曲 - 小室哲哉 / 編曲 - michitomo / 歌 - 一条シン（寺島惇太）、太刀花ユキノジョウ（斉藤壮馬）、香賀美タイガ（畠中祐）、十王院カケル（八代拓）、鷹梁ミナト（五十嵐雅）、西園寺レオ（永塚拓馬）、涼野ユウ（内田雄馬）

劇場版エンディングテーマ「366LOVEダイアリー」
作詞 - 宮嶋淳子 / 作曲 - Yu / 歌 - 一条シン（寺島惇太）、太刀花ユキノジョウ（斉藤壮馬）、十王院カケル（八代拓）、香賀美タイガ（畠中祐）、西園寺レオ（永塚拓馬）、鷹梁ミナト（五十嵐雅）、涼野ユウ（内田雄馬）

挿入歌
「虹色CROWN」（第1話、『ベストテン』、『Dramatic PRISM.1』）
作詞 - 真崎エリカ / 作曲・編曲 - AstroNoteS / 歌 - Over The Rainbow
「百花繚乱」（第2話、『ベストテン』、『Dramatic PRISM.1』）
作詞・作曲 - 宮崎まゆ / 編曲 - 賀佐泰洋 / 歌 - 太刀花ユキノジョウ（斉藤壮馬）
「Fly in the sky」（第3話、『ベストテン』、『Dramatic PRISM.1』）
作詞・作曲 - 宮崎まゆ / 編曲 - 高橋修平 / 歌 - 香賀美タイガ（畠中祐）
「cherry-picking days」（第3話）
作詞 - 三重野瞳 / 作曲・編曲 - 山原一浩 / 歌 - 福原あん（芹澤優）、森園わかな（内田真礼）
「Orange Flamingo」（第4話、『ベストテン』、『Dramatic PRISM.1』）
作詞 - 宮嶋淳子 / 作曲・編曲 - hisakuni / 歌 - 十王院カケル（八代拓）
「ハート♥イロ♥トリドリ〜ム」（第4話、第6話）
作詞 - 三重野瞳 / 作曲・編曲 - 山原一浩
（第4話）歌 - 彩瀬なる（加藤英美里）
（第6話）歌 - 神浜コウジ（柿原徹也）
「JOKER KISS!」（第5話、『ベストテン』、『Dramatic PRISM.1』）
作詞 - 真崎エリカ / 作曲 - AstroNoteS / 編曲 - 伊藤嵩也  / 歌 - 高田馬場ジョージGS（小林竜之）
「Sailing!」（第6話、『ベストテン』、『Dramatic PRISM.1』）
作詞・作曲 - 宮崎まゆ / 編曲 - 高橋修平 / 歌 - 鷹梁ミナト（五十嵐雅）
「Twinkle☆Twinkle」（第7話、『ベストテン』、『Dramatic PRISM.1』）
作詞・作曲 - 宮崎まゆ / 編曲 - 賀佐泰洋 / 歌 - 西園寺レオ（永塚拓馬）
「FREEDOM」（第7話、『ベストテン』）
作詞 - 三重野瞳 / 作曲・編曲 - 山原一浩 / 歌 - 仁科カヅキ（増田俊樹）
「Vanity♥colon」（第7話）
作詞 - 三重野瞳 / 作曲・編曲 - 山原一浩 / 歌 - 小鳥遊おとは（後藤沙緒里）
「Shiny Stellar」（第8話、『ベストテン』、『Dramatic PRISM.1』）
作詞・作曲 - 村山智之 / 編曲 - 賀佐泰洋 / 歌 - 涼野ユウ（内田雄馬）
「Vivi℃ Heart Session!」（第8話）
作詞 - 真崎エリカ / 作曲・編曲 - AstroNoteS / 歌 - 一条シン（寺島惇太）、太刀花ユキノジョウ（斉藤壮馬）、香賀美タイガ（畠中祐）、十王院カケル（八代拓）、鷹梁ミナト（五十嵐雅）、西園寺レオ（永塚拓馬）、涼野ユウ（内田雄馬）
「survival dAnce 〜no no cry more〜」（第9話、『ベストテン』）
作詞・作曲 - 小室哲哉 / 編曲 - michitomo / 歌 - 大和アレクサンダー（武内駿輔）
「EZ DO DANCE -DJ.COO ver.-」（第9話）
作詞・作曲 - 小室哲哉 / 編曲 - michitomo / 歌 - DJ.COO（森久保祥太郎）
「叙情ピンフォール」（第9話）
作詞 - 三重野瞳 / 作曲・編曲 - 石塚玲依 / 歌 - マッハ北山（山北早紀）
「I know Shangri-La」（第10話、『ベストテン』、『Dramatic PRISM.1』）
作詞 - 宮嶋淳子 / 作曲・編曲 - Yu / 歌 - 如月ルヰ（蒼井翔太）
「MOONSHINE」（第10話）
作詞・作曲・編曲 - MAKKA / 歌 - 如月ルヰ（蒼井翔太）
「athletic core」（第10話、第11話、『ベストテン』）
作詞 - 三重野瞳 / 作曲・編曲 - 山原一浩 / 歌 - Over The Rainbow
「EZ DO DANCE -K.O.P. REMIX-」（第10話、『ベストテン』）
作詞・作曲 - 小室哲哉 / 編曲 - michitomo / 歌 - 仁科カヅキ（増田俊樹） VS 大和アレクサンダー（武内駿輔）
「Over the Sunshine!」（第10話、第11話）
作詞 - 真崎エリカ / 作曲・編曲 - AstroNoteS /
歌 - 一条シン（寺島惇太） with Over The Rainbow（第10話、第11話、『ベストテン』）
歌 - 一条シン （寺島惇太）（第10話）
「You May Dream」（第10話）
作詞 - 池畑伸人 / 作曲・編曲 - 長岡成貢 / 歌 - LISP
「プラトニックソード」（第11話、『ベストテン』）
作詞 - 宮嶋淳子 / 作曲・編曲 - Yu / 歌 - 一条シン（寺島惇太） / シャイン（斎賀みつき）
「ファイブカードは突然に…」（第11話、『ベストテン』、『Dramatic PRISM.1』）
作詞 - 真崎エリカ / 作曲・編曲 - AstroNoteS / 歌 - The シャッフル
「gift」（第11話）
作曲・編曲 - 斉藤恒芳 / 歌 - りんね（佐倉綾音）
「ドラマチックLOVE」（第11話、第12話、『Dramatic PRISM.1』）
作詞 - 宮嶋淳子 / 作曲・編曲 - Yu / 歌 - 一条シン（寺島惇太）、太刀花ユキノジョウ（斉藤壮馬）、香賀美タイガ（畠中祐）、十王院カケル（八代拓）、鷹梁ミナト（五十嵐雅）、西園寺レオ（永塚拓馬）、涼野ユウ（内田雄馬）
「CRAZY GONNA CRAZY」（第11話、『ベストテン』）
作詞・作曲 - 小室哲哉 / 編曲 - michitomo / 歌 - 一条シン（寺島惇太）、如月ルヰ（蒼井翔太）
「ナナイロノチカイ! -Brilliant oath-」（第12話、『ベストテン』、『Dramatic PRISM.1』）
作詞・作曲 - 宮崎まゆ / 編曲 - 賀佐泰洋 / 歌 - 一条シン（寺島惇太）、太刀花ユキノジョウ（斉藤壮馬）、香賀美タイガ（畠中祐）、十王院カケル（八代拓）、鷹梁ミナト（五十嵐雅）、西園寺レオ（永塚拓馬）、涼野ユウ（内田雄馬）

## 各話リスト
| 話数 | サブタイトル                   | 公開日        | 時間 | TV版相当話      |
| ---- | ------------------------------ | ------------- | ---- | --------------- |
| I    | プロローグ×ユキノジョウ×タイガ | 2019年3月2日  | 70分 | 第1話 - 第3話   |
| II   | カケル×ジョージ×ミナト         | 2019年3月23日 | 69分 | 第4話 - 第6話   |
| III  | レオ×ユウ×アレク               | 2019年4月13日 | 69分 | 第7話 - 第9話   |
| IV   | ルヰ×シン×Unknown              | 2019年5月4日  | 69分 | 第10話 - 第12話 |

| 話数   | サブタイトル | 脚本            | 絵コンテ     | 演出                   | 作画監督                                          | 総作画監督          | 放送日時      |
| ------ | --- | --------------- | ------------ | ---------------------- | ------------------------------------------------- | ------------------- | ------------- |
| 第1話  | 速水ヒロ 神浜コウジ 仁科カヅキ 虹を越えたその先に ep.0 prologue                                                          | 青葉譲          | 日歩冠星     | 渡邊葉                 | 諏訪壮大 鈴木理彩                                 | 原将治              | 2019年4月16日 |
| 第2話  | 太刀花ユキノジョウ いざ、参る！ ep.02 Every man is his own worst devil.                                                  | 坪田文          | オグロアキラ | 徐恵眞                 | 髙井里沙 小野田貴之                               | 戸田さやか          | 4月23日       |
| 第3話  | 香賀美タイガ 祭りなら！俺の中にある！ ep.03 Midsummer Nebuta's Dream.                                                    | 村上桃子        | 日歩冠星     | 江副仁美               | オグロアキラ                                      | 黒川あゆみ          | 4月30日       |
| 第4話  | 十王院カケル 愛と共に翔ける ep.04 Kill not flamingo that lays the golden eggs.                                           | 青葉譲          | オグロアキラ | 渡邊葉                 | 宋賢珠 洪仁守 飯飼一幸                            | 原将治 諏訪壮大     | 5月7日        |
| 第5話  | THE シャッフル ジョージの唄 ep.08 Fatal? Attraction                                                                      | 坪田文          | 大久保政雄   | 小林浩輔               | 立花希望 黒川あゆみ                               | 黒川あゆみ          | 5月14日       |
| 第6話  | 鷹梁ミナト 心は大っきな太平洋 ep.05 A good appetite is a good Prismshow.                                                 | 青葉譲          | 今中菜々     | 今中菜々 渡邊葉 徐恵眞 | 髙井里沙 鈴木理彩 前田綾 黒川あゆみ 宋賢珠 洪仁守 | 諏訪壮大            | 5月21日       |
| 第7話  | 西園寺レオ 心の花を咲かせましょう♡ ep.06 The flower that comes out in adversity is the rarest and most beautiful of all. | 青葉譲 白土夏海 | 五城桜       | 小林浩輔               | 宋賢珠 洪仁守 鄭龍雲 文姫 南伸一郎 中島美子       | 戸田さやか          | 5月28日       |
| 第8話  | 涼野ユウ アイアム ゼウス☆彡 ep.07 I make constellations, I live in constellations.                                       | 青葉譲          | 渡邊葉       | 渡邊葉                 | 山本真理子 上原結花子 山本美佳 宋賢珠 洪仁守      | 原将治              | 6月4日        |
| 第9話  | 大和アレクサンダー THE CHARISMA OF STREET ep.09 Show a gratitude without any words.                                      | 青葉譲          | 小林浩輔     | 小林浩輔               | 立花希望 黒川あゆみ オグロアキラ 前田綾           | 黒川あゆみ          | 6月11日       |
| 第10話 | 如月ルヰ プリズムの使者 ep.10 I was programed to love you.                                                               | 青葉譲          | 日歩冠星     | 徐恵眞                 | 上原結花子 宋賢珠 洪仁守 鄭龍雲 文姫 山村俊了     | 戸田さやか          | 6月18日       |
| 第11話 | 一条シン SIN ep.01 There is strong shadow where there is much shine.                                                     | 青葉譲          | 日歩冠星     | 小林浩輔               | 髙井里沙 鈴木理彩 オグロアキラ 前田綾             | 黒川あゆみ 山本美佳 | 6月25日       |
| 第12話 | Shiny Seven Stars Forever! The Sun Will Shine Forever!                                                                   | 青葉譲          | 日歩冠星     | 菱田マサカズ           | 諏訪壮大 立花希望 大前祐美子                      | 原将治              | 7月2日        |

## 放送局
| 放送期間                                                               | 放送時間                     | 放送局     | 対象地域   | 備考                       |
| ---------------------------------------------------------------------- | ---------------------------- | ---------- | ---------- | -------------------------- |
| 2019年4月16日 - 7月2日                                                 | 火曜 1:35 - 2:05（月曜深夜） | テレビ東京 | 関東広域圏 | 製作参加 / 副音声対応      |
|                                                                        |                              | テレビ愛知 | 愛知県     | 応援副音声対応             |
|                                                                        | 火曜 2:05 - 2:35（月曜深夜） | テレビ大阪 | 大阪府     | 応援副音声対応             |
| 2019年4月18日 - 7月4日                                                 | 木曜 0:30 - 1:00（水曜深夜） | BSテレ東   | 日本全域   | BS/BS4K放送 応援副音声対応 |
|                                                                        | 木曜 23:30 - 金曜 0:00       | AT-X       | 日本全域   | CS放送 / リピート放送あり  |
| テレビ東京、テレビ愛知、テレビ大阪、BSテレ東では前週に事前特番を放送。 |                              |            |            |                            |

| 配信期間               | 配信時間                   | 配信サイト |
| ---------------------- | -------------------------- | --- |
| 2019年4月16日 - 7月2日 | 火曜 12:00 更新            | dTV dアニメストア |
| 2019年4月17日 - 7月3日 | 水曜 12:00 更新            | ひかりTV Rakuten TV DMM.com ビデオマーケット GYAO!ストア HAPPY!動画 ムービーフル バンダイチャンネル （TV） ニコニコチャンネル |
|                        | 水曜 19:00 更新            | TSUTAYA TV |
| 2019年4月19日 - 7月5日 | 金曜 0:00（木曜深夜） 更新 | J:COMオンデマンド |
|                        | 金曜 12:00 更新            | あにてれ Paravi U-NEXT アニメ放題 バンダイチャンネル Netflix Abemaビデオ                                                      |
|                        | 金曜 23:30 更新            | AbemaTV |
| 2019年4月23日 - 7月9日 | 火曜 12:00 更新            | Hulu |

| テレビ東京 火曜 1:35 - 2:05（月曜深夜）枠 | テレビ東京 火曜 1:35 - 2:05（月曜深夜）枠 | テレビ東京 火曜 1:35 - 2:05（月曜深夜）枠 |
| 前番組                                    | 番組名                                    | 次番組                                    |
| ----------------------------------------- | ----------------------------------------- | ----------------------------------------- |
| キャプテン翼（第4作・シーズン1）          | KING OF PRISM -Shiny Seven Stars-         | ポケットモンスター セレクション           |

## BD / DVD
| 巻 | 発売日        | 収録話          | 規格品番     | 規格品番     |
| 巻 | 発売日        | 収録話          | BD           | DVD          |
| -- | ------------- | --------------- | ------------ | ------------ |
| 1  | 2019年6月28日 | 第1話 - 第3話   | EYXA-12592/B | EYBA-12588/B |
| 2  | 2019年7月26日 | 第4話 - 第6話   | EYXA-12593/B | EYBA-12589/B |
| 3  | 2019年8月23日 | 第7話 - 第9話   | EYXA-12594/B | EYBA-12590/B |
| 4  | 2019年9月27日 | 第10話 - 第12話 | EYXA-12595/B | EYBA-12591/B |

## 劇場版

### KING OF PRISM ALL STARS -プリズムショー☆ベストテン-
『KING OF PRISM ALL STARS -プリズムショー☆ベストテン-』のタイトルで、『KING OF PRISM -Shiny Seven Stars-』までのシリーズのプリズムショーをファン投票によるランキング形式で上映する劇場版が2020年1月10日に公開された。新規パートとして一条シンの新作プリズムショーやミニドラマ「プリズム笑劇場」が制作された。「Over The Rainbowルート」「ストリートルート」「ハッピールート」の3種の分岐パートがあり、ランキング外となったプリズムショーが週替わりで上映された。

#### スタッフ（ベストテン）
- 原作 - タカラトミーアーツ、シンソフィア、エイベックス・ピクチャーズ、タツノコプロ[18]
- 制作 - ODDJOB inc.、タツノコプロ[18]
- 配給 - エイベックス・ピクチャーズ[18]
- 製作 - キングオブプリズムAS製作委員会[18]

#### 主題歌（ベストテン）
テレビシリーズでも使用された挿入歌に関しては「#主題歌」を参照。
「LOVEグラフィティ」
SePTENTRIONによる主題歌。作詞は宮嶋淳子（SUPA LOVE）。作曲・編曲はYu（SUPA LOVE）。
「pride -KING OF PRISM ver.-」
速水ヒロ（前野智昭）による挿入歌。作詞は三重野瞳。作曲・編曲は山原一浩。
「FREEDOM -THUNDER STORM ver.-」
仁科カヅキ（増田俊樹による挿入歌。作詞は三重野瞳。作曲・編曲は山原一浩。
「BOY MEETS GIRL」
神浜コウジ（柿原徹也）、速水ヒロ（前野智昭）、仁科カヅキ（増田俊樹）による挿入歌。作詞・作曲は小室哲哉。編曲はmichitomo（GOLDTAIL）。
「Flavor」
神浜コウジ（柿原徹也）による挿入歌。作詞は三重野瞳。作曲・編曲は山原一浩。
「EZ DO DANCE -THUNDER STORM ver.-」
大和アレクサンダー（武内駿輔） v.s. 香賀美タイガ（畠中祐）による挿入歌。作詞・作曲は小室哲哉。編曲はmichitomo（GOLDTAIL）。
「LOVE♥MIX」
高田馬場ジョージGS（小林竜之）による挿入歌。作詞は三重野瞳。作曲・編曲は山原一浩。
「ダイスキリフレイン」
一条シン（寺島惇太）による挿入歌。作詞は宮崎淳子（SUPA LOVE）。作曲・編曲はYu（SUPA LOVE）。

### KING OF PRISM -Dramatic PRISM.1-
『KING OF PRISM -Dramatic PRISM.1-』のタイトルで、『KING OF PRISM -Shiny Seven Stars-』に新規パートを追加して再構成した劇場版が2024年8月16日に公開された。本作は同テレビシリーズで描かれた大会「PRISM.1」の生中継番組という形式で構成されている。
2024年10月25日からは『も〜っと煌めく！KING OF PRISM -Dramatic PRISM.1-』のタイトルで、本作の4DX・ScreenX・ULTRA 4DXでの公開が行われた。日本のアニメ作品でScreenXでの上映を行うのは本作が初である。

#### キャスト（Dramatic PRISM.1）
- 一条シン - 寺島惇太
- 太刀花ユキノジョウ - 斉藤壮馬
- 香賀美タイガ - 畠中祐
- 十王院カケル - 八代拓
- 鷹梁ミナト - 五十嵐雅
- 西園寺レオ - 永塚拓馬
- 涼野ユウ - 内田雄馬
- 如月ルヰ - 蒼井翔太
- 大和アレクサンダー - 武内駿輔
- 高田馬場ジョージ - 杉田智和
- 高田馬場ジョージGS / 池袋エィス - 小林竜之
- 神浜コウジ - 柿原徹也
- 速水ヒロ - 前野智昭
- 仁科カヅキ - 増田俊樹
- 法月仁 - 三木眞一郎
- りんね - 佐倉綾音
- シャイン - 斎賀みつき
- 実況アナウンサー - 立木文彦
- 女性アナウンサー - 大橋未歩（友情出演）
- 司会 - 千葉進歩
- G.o.d.・Ⅰ：Money mad God - 三宅健太

#### スタッフ（Dramatic PRISM.1）
- 総監督 - 菱田正和[20]
- 脚本 - 青葉譲[20]
- キャラクターデザイン - 松浦麻衣、原将治[20]
- CGディレクター - 乙部善弘[20]
- プリズムショー演出 - 京極尚彦、乙部善弘、今中菜々[20]
- プリズムジャンプ原案 - 加藤大典[20]
- 音楽 - 石塚玲依[20]
- 音響監督 - 長崎行男[20]
- 原作 - タカラトミーアーツ、シンソフィア、エイベックス・ピクチャーズ、タツノコプロ[20]
- アニメーション制作 - タツノコプロ[20]
- 配給 - エイベックス・フィルムレーベルズ[20]
- 製作 - KING OF PRISM Project（エイベックス・ピクチャーズ、タツノコプロ、タカラトミーアーツ、テレビ東京、日本アドシステムズ）[20]

#### 主題歌（Dramatic PRISM.1）
テレビシリーズでも使用された挿入歌に関しては「#主題歌」を参照。
「LINK WORLD」
SePTENTRIONによるエンディングテーマ。作詞は三重野瞳。作曲・編曲はAstroNoteS。
「ハート♥イロ♥トリドリ〜ム」
はちみつOver The Rainbowによる挿入歌。作詞は三重野瞳。作曲・編曲は山原一浩。
「survival dAnce 〜no no cry more〜 -Dramatic ver.-」
大和アレクサンダー（武内駿輔）による挿入歌。作詞・作曲は小室哲哉。編曲はmichitomo。
「プラトニックソード」
一条シン（寺島惇太）による挿入歌。作詞は宮嶋淳子。作曲・編曲はYu。
「ゆりかごから墓場まで 〜From cradle to grave〜」
法月仁（三木眞一郎） with 十王院グループ社員有志による挿入歌。作詞は青葉譲。作曲・編曲はAstroNoteS。

## 舞台
『KING OF PRISM -Shiny Rose Stars-』のタイトルで2020年に公演。TOKYO DOME CITY HALLにて2月20日から3月1日まで予定されていたが、新型コロナウイルス感染症流行の影響で、2月26日までとなった。
舞台前半はオリジナルストーリーが展開され、後半からはアニメ『Shiny Seven Stars』の内容の再現が行われる。
また、第1作目『KING OF PRISM by PrettyRhythm』の舞台化作品『KING OF PRISM -Over the Sunshine!-』は該当記事を参照。

### キャスト（舞台）
- 一条シン - 橋本祥平
- 神浜コウジ - 小南光司
- 速水ヒロ - 杉江大志
- 仁科カヅキ - 大見拓土
- 太刀花ユキノジョウ - 横井翔二郎
- 香賀美タイガ - 長江崚行
- 十王院カケル - 村上喜紀
- 鷹梁ミナト - 五十嵐雅
- 西園寺レオ - 星元裕月
- 涼野ユウ - 廣野凌大
- 大和アレクサンダー - spi
- 高田馬場ジョージ - 古谷大和
- 如月ルヰ - 横田龍儀
- 池袋エィス - 小林竜之
- 氷室聖 - 栗田学武
- 法月仁 - 前内孝文
- 黒川冷 - 及川洸
- 田中会長 - 佐久間祐人
- アンサンブルキャスト - 梅津大輝、佐藤一輝、竹井弘樹、宮越大貴、小林駿太

### スタッフ（舞台）
- 原作 - タカラトミーアーツ、シンソフィア、エイベックス・ピクチャーズ、タツノコプロ
- 脚本 - 青葉譲
- 演出 - 宇治川まさなり
- 音楽 - 石塚玲依
- 劇中歌 - AstroNoteS
- 主催 - 舞台「KING OF PRISM -Shiny Rose Stars-」製作委員会2020

### ユニットメンバー
1. 1 2 3 4  神浜コウジ（柿原徹也）、速水ヒロ（前野智昭）、仁科カヅキ（増田俊樹）
2. ↑  池袋エィス（小林竜之）、五反田ココロ（浦田わたる）、御徒町ツルギ（橋本晃太朗）、鶯谷モンド（長谷徳人）、神田ミツバ（江田拓寛）
3. 1 2  一条シン（寺島惇太）、太刀花ユキノジョウ（斉藤壮馬）、十王院カケル（八代拓）、香賀美タイガ（畠中祐）、西園寺レオ（永塚拓馬）、鷹梁ミナト（五十嵐雅）、涼野ユウ（内田雄馬）